# Laserprojektor
Laserprojektoren ist eine Sammelbezeichnung zum Teil sehr unterschiedlicher Geräte, die Laser als Lichtquelle benutzen und Bilder oder Muster projizieren.
- Projektion von Bildern oder Videos durch Abrastern eines festen Bildfeldes und Amplitudenmodulation des Laserstrahls. Einsatz in Kinos oder Planetarien.
- Projektion von Bildern durch klassische Videoprojektoren durch DMDs oder LCDs, in denen statt Quecksilberdampflampen oder LEDs Laser als Lichtquelle zum Einsatz kommen. Einsatz in Kinos oder im Heimkino.
- Projektoren für Showeffekte, die beliebige Muster abfahren können. Einsatz in Kinos, Planetarien oder Open Air.
- Industrielle Laserprojektoren zum Projizieren von Hilfsmustern auf zu bearbeitende Werkstücke. Einsatz im Produktionsprozess.

Ein Laserprojektor ist ein Gerät, das einen sich stetig verändernden Laserpunkt projiziert. Optisch wahrzunehmen ist dieser dann (im Unterhaltungsbereich) als vollständiges Bild oder (im industriellen Bereich) als aufwändiges Muster. Der Laserprojektor besteht aus der Laserquelle, Spiegeln, Galvanometer und anderen elektronischen Komponenten. Ein Laserprojektor kann eine einzelne Laserquelle (einer bestimmten, festgelegten Farbe) beinhalten oder mehrere Laserquellen (z. B. RGB rot, grün, blau) zur Vollfarbprojektion. Ferner werden auch Projektoren mit einem Leuchtstoff, der mit einem (meist blauen) Laser angeregt wird und der als annähernd punktförmige Weißlichtquelle dient, als Laserprojektor bezeichnet.
Laserprojektoren können hellere Projektionen mit besserer Sichtbarkeit bieten, insbesondere auch auf Projektionsflächen, die aus unterschiedlichen Materialien bestehen.

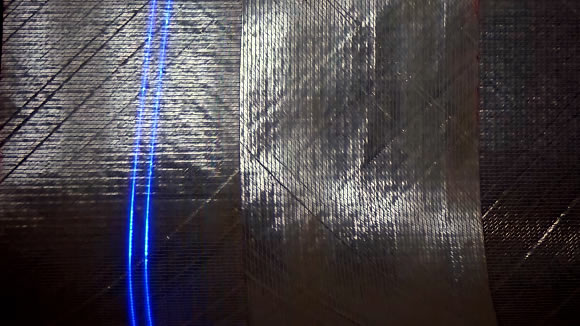
Blaue Laserprojektion auf Verbundwerkstoff (hier Karbonmatten)

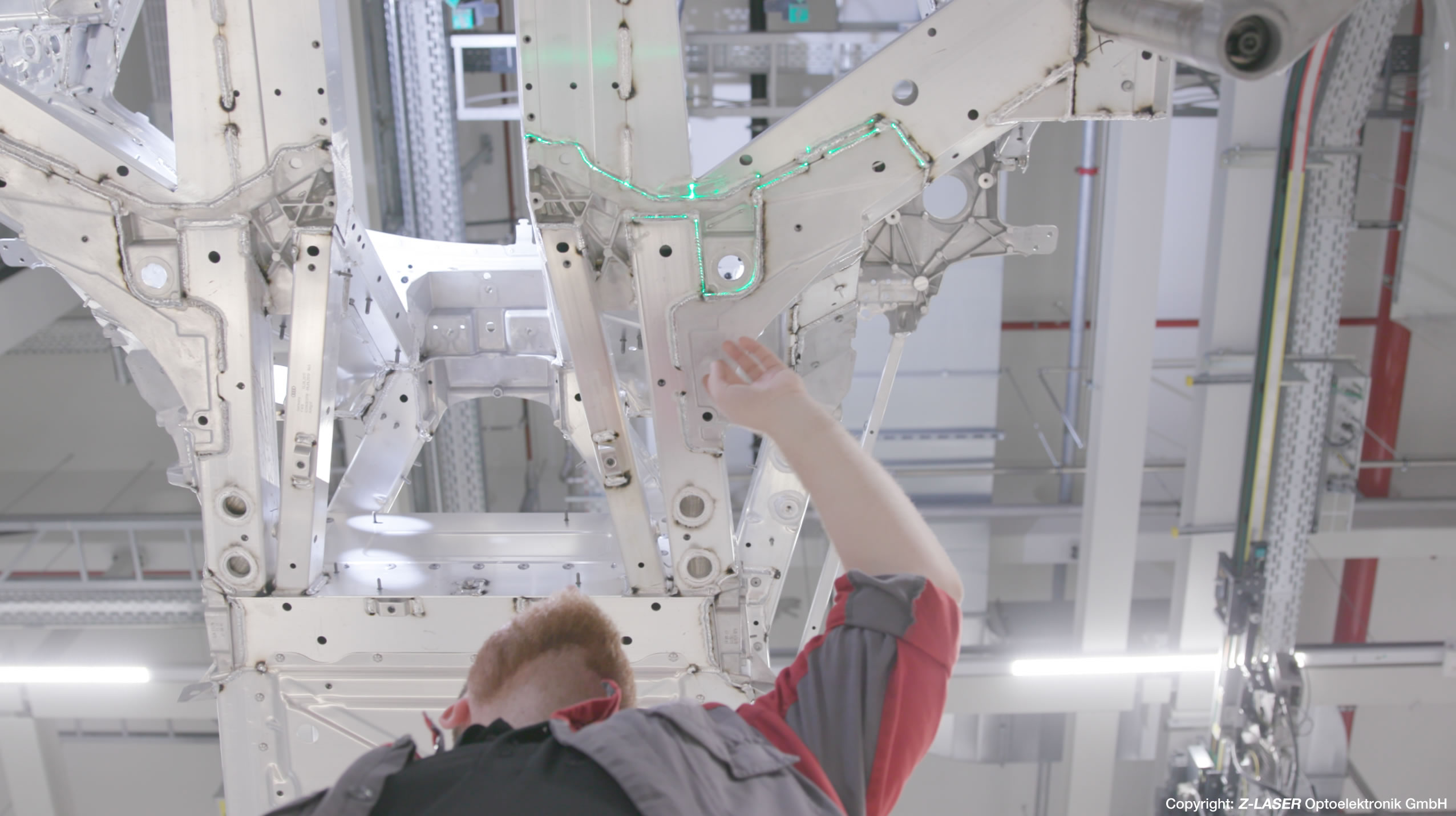
Laserprojektor projiziert Linien auf Schweißnähte eines Aluminium-Fahrzeugchassis

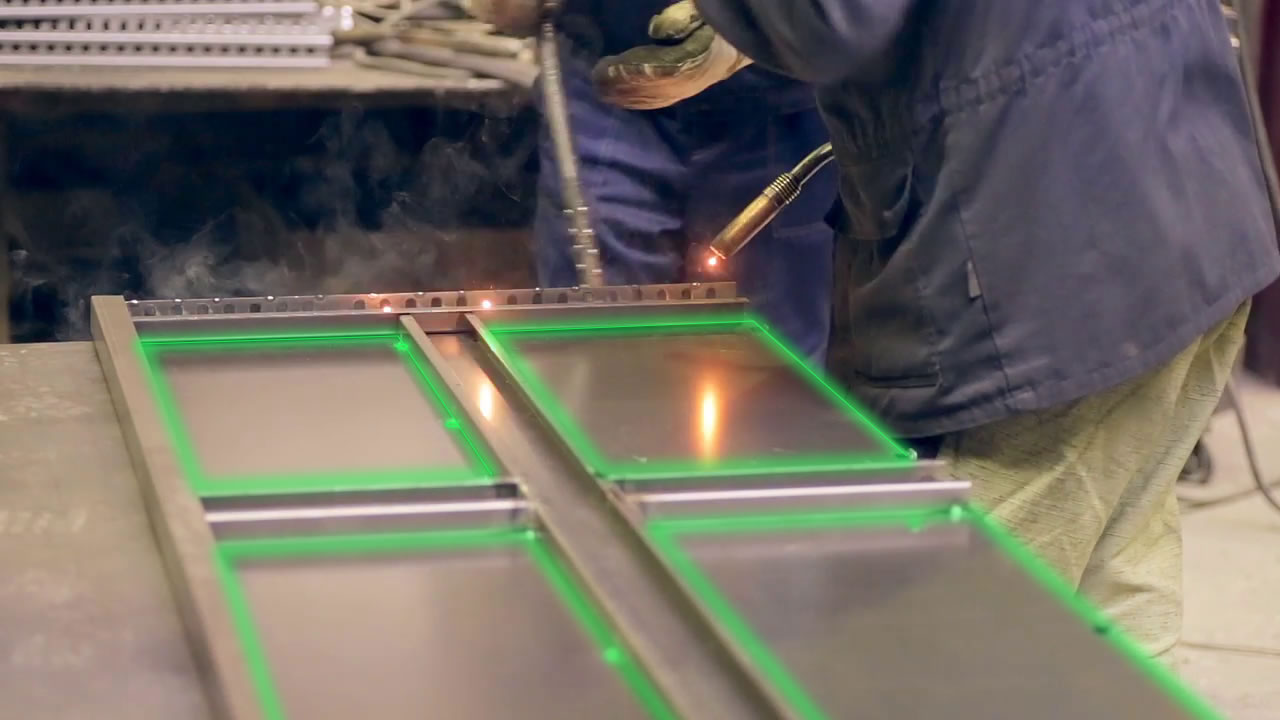
In der Stahlindustrie werden Laserprojektoren beim Anzeigen von Schweißnähten genutzt.

## Typen von Laserprojektoren

### Industrielle Laserprojektoren
Industrielle Laserprojektoren gibt es bereits seit etwa 1994. Intensiv genutzt werden sie jedoch erst seit etwa 2002. Industrielle Laserprojektoren werden hauptsächlich als Optische Leitsysteme eingesetzt. Diese ermöglichen in Herstellungsprozessen den Verzicht von Vorlagen, da sie direkt auf dem zu bearbeitenden Werkstück die korrekte Position anzeigen, z. B. beim Schweißen und Montieren oder auch als optisches Hilfsmittel bei sog. Light-Guide-Systemen. Die Werker werden dabei visuell durch die Arbeitsprozesse geführt.

#### Vorteile eines Laserprojektors
- Schnelle und stabile Projektion mit hoher Wiederholrate
- Optimiert für 2D- und 3D-Anwendungen
- Höchst akkurate Projektion im tausendstel Millimeterbereich
- Großer optischer Winkel (80° × 80°) erlauben große Arbeitsbereiche
- Laserprojektoren können zu Multi-Projektionssystemen zusammengefasst werden, so sind große und sehr komplexe Projektionen möglich (z. B. Schiffsbau, Windflügelbau für Windkraftanlagen u. v. m.)
- Material- und Zeitersparnis durch optimierte Arbeitsprozesse
- Direkte visuelle Qualitätskontrolle
- Erhöhung der Produktivität

#### Industrien
- Windflügel für Windkraftanlagen
- Montageunterstützung und Produktkontrolle in 3D
- Composite-Material-Verklebung
- Schiffs- und Bootsbau
- Wohnwagenbau
- Klebetische - CNC-BAZ - rip saws (Treppenkonstruktion)
- Nagelverbindungen (z. B. im Dachstuhlbau)
- Papierherstellung und -verarbeitung
- Kabelbaumaufbau
- Luft- und Raumfahrt
- Leder nesting
- CNC-Maschinenzentren
- Ausrichten von Stahlplatten und -brammen z. B. in Stahlwerken
- Berührungsfreie Inspektion verschiedener Oberflächen
- Betonindustrie zur Herstellung von Fertigbauelementen wie Treppen, Wände, Decken etc.

Abhängig vom verwendeten Material können für verbesserte Sichtbarkeit verschiedene Farben verwendet werden.

### Laserprojektion im Kino
Ein erster Laserbeamer wurde im Jahr 2008 in einem Pekinger Kino installiert. Kodak präsentierte 2010 seinen ersten Laserprojektor in einem Kino in den USA. In Deutschland wurde im Jahr 2014 der erste Laserprojektor im Cineplex in Penzing eingebaut, auch IMAX in Deutschland gibt es bereits mit Laserprojektion.

### Unterhaltungselektronik

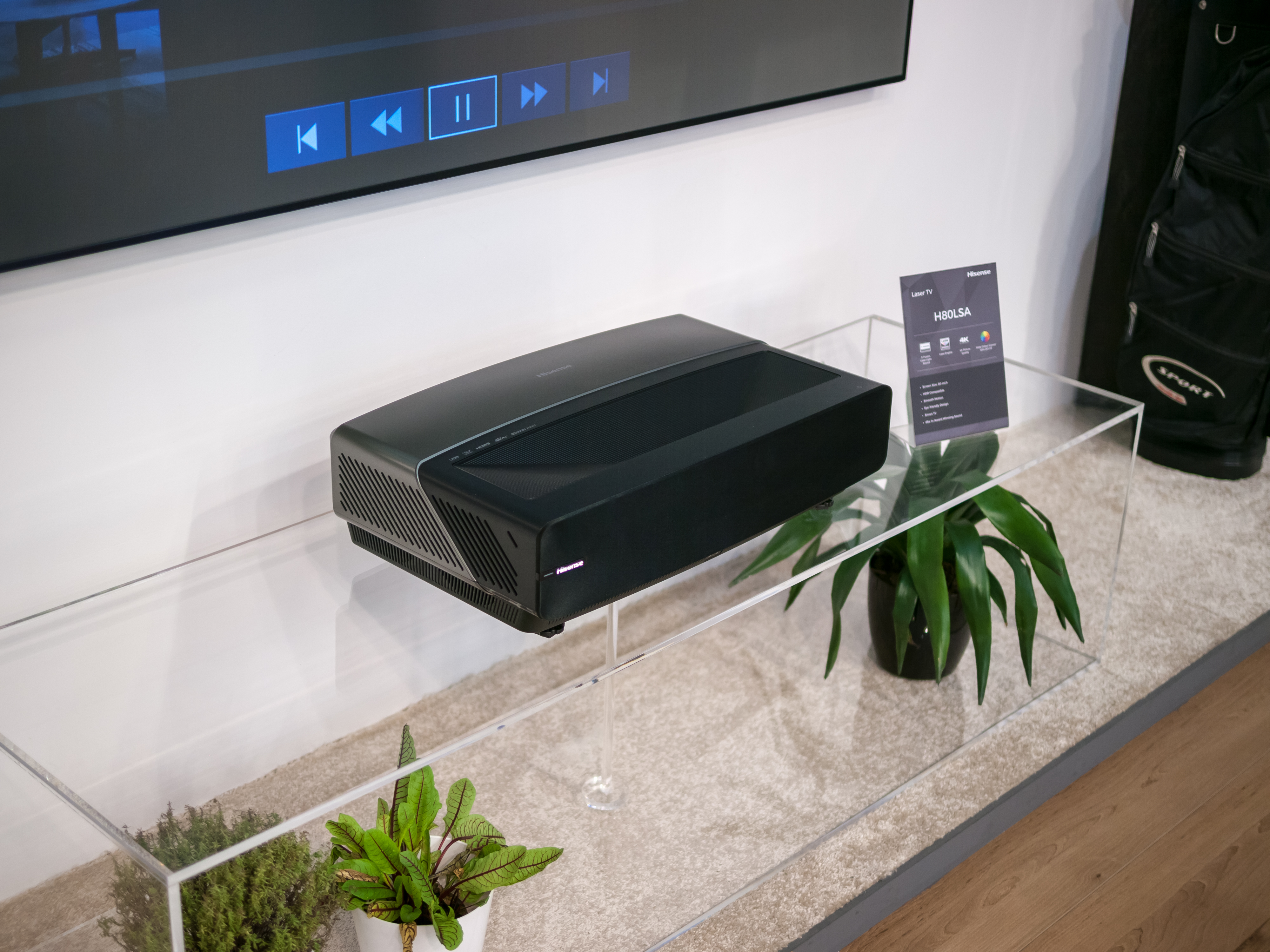
Heimkino-Laserprojektor

Funktionsprinzips der Laserprojektion mit phophorizierendem Leuchtstoff
DMD: Digital Micro Mirror Display
LCoS: Liquid Crystal on Silicon
LCD: Liquid Crystal Display

Laserprojektoren für Farbprojektion im Unterhaltungselektronik-Bereich gibt es seit etwa 2015. Bei der älteren Technologie werden als Lichtquelle Quecksilberhochdrucklampen verwendet. In der Regel halten diese nur einige tausend Stunden, und Ersatzlampen kosten je nach Modell zwischen 70 und mehreren hundert Euro. Die Lebensdauer von Laserlichtquellen mit phosphoreszierenden Leuchtstoffen ist deutlich länger, Epson nennt bei seinem Model LS10000 zum Beispiel eine Lebensdauer der Laserlichtquelle von 30.000 Stunden. Die Bilder sind meist heller und die Geräte sind ohne Aufwärm- und Abkühlzeiten einsatzbereit, aber die Leistungsaufnahme im Betrieb kann höher sein als bei Geräten mit Quecksilberhochdrucklampen.

## Typische Komponenten
Laserdioden (Direct Injection)
- Rot: 635 nm, 638 nm, 642 nm, 650 nm, 660 nm
- Grün: 515 nm, 520 nm
- Blau: 445 nm
- Violett: 405 nm

Solid State DPSS (Diode-Pumped, Frequency-Doubled)
- Red: 671 nm
- Green: 532 nm
- Blue: 473 nm, 457 nm

Gaslaser
- Rot: HeNe (Helium-Neon) @ 632.8 nm, Krypton @ 647.1 nm
- Grün: Argon @ 514.5 nm
- Blau: Argon @ 488 nm, 457.9 nm
- Multi-colour (Weißlicht): Gasgemisch Argon/Krypton 647.1 nm, 514,5 nm, 488 nm, 476.5 nm, 457,9 nm